# Katharine Towne
Katharine Towne (Los Angeles, Kalifornia, 1978. július 17. –) amerikai színésznő.

## Élete
Az Oscar-díjas forgatókönyvíró Robert Towne és Julie Payne, színésznő lánya.
Pályafutását egy rövid epizódszereppel kezdte a Girl című filmben, 1998-ban.

## Filmjei
| Év   | Cím                                | Eredeti cím              | Szerep          |
| ---- | ---------------------------------- | ------------------------ | --------------- |
|      |                                    | The Anarchist Cookbook   |                 |
|      |                                    | Sweet Home Alabama       |                 |
| 2006 | Ilyen még nem volt                 | Something New            | Leah Cahan      |
| 2003 |                                    | LD 50 Lethal Dose        | Helen           |
| 2003 |                                    | Easy Six                 | Sally Iverson   |
| 2001 | Tökös srác                         | Sol Goode                | Chloe           |
| 2001 | Evolúció                           | Evolution                | Nadine          |
|      | Mulholland Drive – A sötétség útja | Mulholland Drive         |                 |
|      |                                    | Town & Country           |                 |
| 2000 | Temetetlen múlt                    | What Lies Beneath        | Caitlin Spencer |
|      | Veszélyes körök                    | In Crowd                 | Morgan          |
| 1999 | Oltári vőlegény                    | The Bachelor             | Monique         |
| 1999 | Mentsd meg a pop-pomlányt!         | But I'm a Cheerleader    | Sinead Laren    |
| 1999 | Buffy, a vámpírok réme             | Buffy the Vampire Slayer | epizódszerep    |
|      |                                    | Girl                     |                 |
|      |                                    | Go                       |                 |
|      | A csaj nem jár egyedül             | She's All That           |                 |
|      |                                    | Without Limits           |                 |